# ウィルソン山天文台
ウィルソン山天文台（ウィルソンさんてんもんだい、英語: Mount Wilson Observatory, MWO）は、アメリカ合衆国のカリフォルニア州ロサンゼルス郡にある天文台である。ロサンゼルスの北東、パサデナ郊外のサンガブリエル山脈にある標高1,742mのウィルソン山頂に置かれている。
ウィルソン山は北アメリカの中では最も大気が安定した場所の一つで、天体観測、特に干渉法観測を行なうのに理想的な環境である。ロサンゼルス周辺のいわゆるグレイター・ロサンゼルス地域の人口増加によって、この天文台で深宇宙観測を行う能力は限られてきたが、依然としてこの天文台は新旧の観測装置を用いて多くの科学研究成果を挙げている。
ウィルソン山天文台の初代所長はジョージ・エレリー・ヘールで、彼はヤーキス天文台から40インチ(1m)望遠鏡を移設した。完成当初はウィルソン山太陽観測所 (Mount Wilson Solar Observatory) と呼ばれ、天文台創設の2年後の1904年にワシントン・カーネギー協会（以下、カーネギー研究所）から出資を受けた。以来この財団が現在でも天文台の主要な援助団体となっている。

## 60インチ (1.5 m) ヘール望遠鏡
1896年、ジョージ・エレリー・ヘールは父のウィリアム・ヘールからの寄贈品として、フランスのサンゴバン社が鋳造した口径60インチ (1.5m) のブランクミラーを受け取った。このブランクミラーは厚さ 7 1/2 インチ (191mm)、重量1900ポンド (860kg) のガラス円盤である。しかし1904年にヘールがカーネギー研究所から資金を得るまで天文台は建設されなかった。1905年に反射鏡の研磨が始まり、完成まで2年を要した。望遠鏡の架台と構造物はサンフランシスコで建造され、1906年の地震にも何とか耐えた。
当時は天文台へ道が未整備であり、資材の運搬はラバなどが用いられていた（ミルトン・ヒューメイソンを参照）が、望遠鏡に使われる分割できない大型の部品を運ぶため、特製の電動トラックが開発された。
望遠鏡のファーストライトは1908年12月8日であった。この望遠鏡は完成当時世界最大の望遠鏡だった。
この60インチ (1.5m) 反射望遠鏡は天文学の歴史上、最も多くの成果を挙げて成功した望遠鏡の一つとなった。この望遠鏡はその優れた設計と集光力によって、分光分析や視差測定、星雲の写真観測や写真測光といった新たな技術の先駆けとなった。完成の9年後には口径でフッカー望遠鏡に追い越されたが、その後も数十年間にわたってヘール望遠鏡は世界中で最もよく使われる望遠鏡の一つだった。
1992年、60インチ望遠鏡に大気補正実験装置 (Atmospheric Compensation Experiment, ACE) と呼ばれる初期の補償光学システムが取り付けられた。この69チャンネルのシステムによって、望遠鏡の分解能は0.5～1.0秒角から0.07秒角にまで改善された。ACE は DARPA によって SDI システムのために開発された装置で、その民間転用には国立科学財団が出資した。
今日では60インチ望遠鏡は一般向け用途に使われている。焦点部には観測装置に代わって接眼レンズが取り付けられている。一般の人々が自由に覗くことができる望遠鏡としてはおそらく世界で最も大きな望遠鏡の一つである。
パロマー天文台にある200インチ望遠鏡も「ヘール望遠鏡 (Hale Telescope)」の名で呼ばれている。

## 100インチ (2.5 m) フッカー望遠鏡

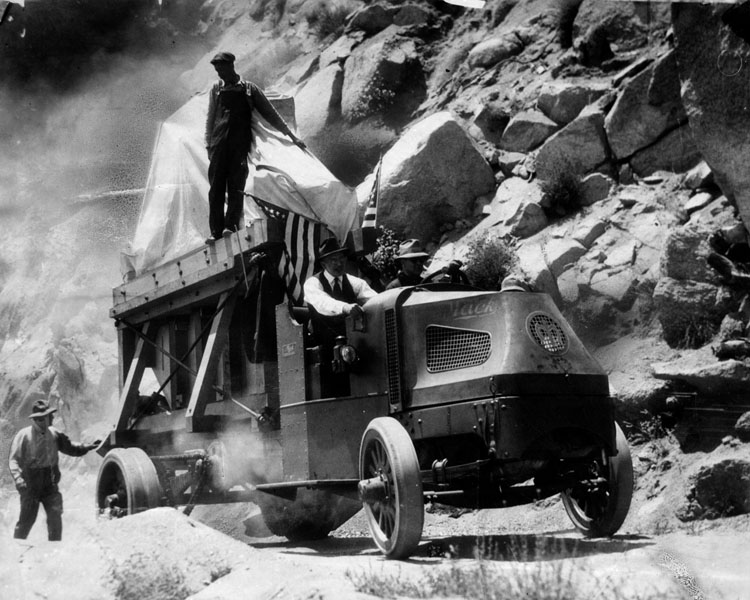
100インチのミラーを運ぶマック・トラックス製のトラック（1917年）

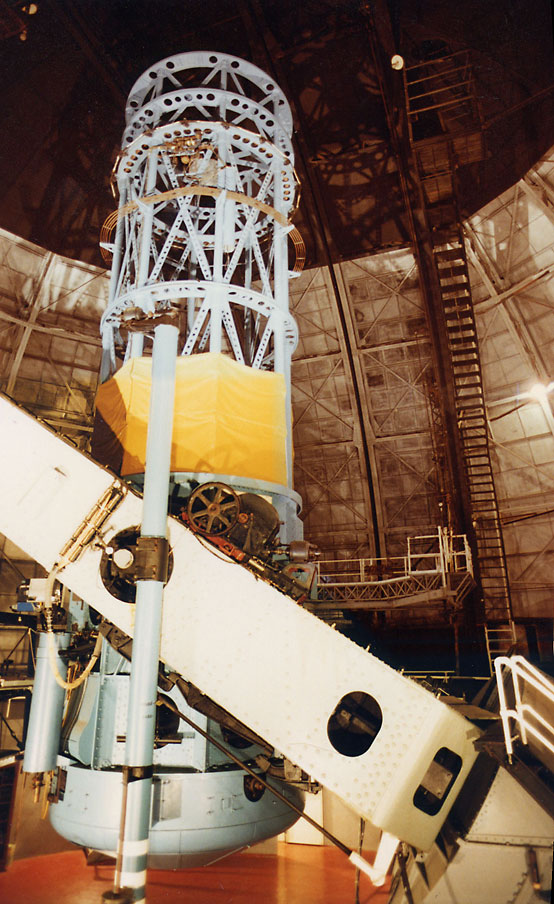
エドウィン・ハッブルが宇宙膨張を発見した100インチフッカー望遠鏡

ヘールは間もなくより大口径の望遠鏡の建設に着手した。カーネギー研究所とともに、資産家で慈善家のジョン・D・フッカーが必要な資金の大半を援助した。1906年、ミラーブランクの鋳造に再びサンゴバン社が選定され、製造にはかなりの困難があったものの1908年にブランクが完成した。1917年11月1日に100インチ (2.5m) 望遠鏡は完成し、ファーストライトを迎えた。
フッカー望遠鏡の機構には滑らかな操作を可能にするために水銀の「浮き」が内蔵されている。1919年にはフッカー望遠鏡にアルバート・マイケルソンによって開発された光学干渉計が取り付けられた。天文学でこの種の装置が使われたのはこれが初めてだった。マイケルソンはこの干渉計を使ってベテルギウスのような恒星の正確な直径と距離を測定した。ヘンリー・ノリス・ラッセルはフッカー望遠鏡を使った観測を元にして恒星の分類システムを考案した。
エドウィン・ハッブルは100インチ (2.5m) 望遠鏡での観測を元に歴史的に重要な計算を行なった。彼は、星雲が実際には我々の天の川銀河の外にある銀河であると結論した。ハッブルと助手のミルトン・ヒューメイソンはまた、宇宙が膨張していることを示す赤方偏移の存在を発見した。
フッカー望遠鏡は長い間、世界最大の望遠鏡として君臨していたが、1948年にCaltecとカーネギー研究所の共同事業体がウィルソン山から150km南のカリフォルニア州サンディエゴ郡にあるパロマー山に200インチ (5m) 望遠鏡を完成したことでその座を明け渡した。
1986年に100インチ (2.5m) 望遠鏡は運用を終了した。しかし1992年に再び使用が開始され、補償光学システムを装備した。これによって望遠鏡の分解能は 0.05 秒角を達成した。その後約2年間にわたって、フッカー望遠鏡はハッブル宇宙望遠鏡を含めて世界中で最もシャープな望遠鏡装置に再び返り咲いた。現在はその地位も他に明け渡したが、フッカー望遠鏡は今でも20世紀の傑出した科学装置の一つである。

## 太陽望遠鏡
ウィルソン山天文台には3基の太陽望遠鏡があり、そのうち2基が現在学術目的で使用されている。60フィート (18m) 塔望遠鏡は1908年、150フィート (46m) 塔望遠鏡は1912年に完成した。1904年に建設されたスノー太陽望遠鏡は教育・実演目的で使われている。これらの望遠鏡は日震学や太陽の性質変化の研究に用いられている。

## 干渉計
ウィルソン山の非常に安定した大気は干渉法観測に非常に適している。干渉法は複数の視点からの観測データを組み合わせることで分解能を上げ、恒星の直径のように天体の微細なサイズを直接測定する方法である。マイケルソンは1919年にフッカー望遠鏡を使って、天文干渉法の歴史上初めて他の恒星の測定を行なった。
赤外空間干渉計 (Infrared Spatial Interferometer, ISI) は中間赤外域を観測する3基の65インチ (1.7m) 望遠鏡のアレイである。これらの望遠鏡は最大70m離して配置することができ、これによって口径70m相当の分解能を得ることができる。望遠鏡で受光した信号はヘテロダイン回路を通して電波の周波数に変換され、電波天文学から流用した技術を用いて電気的に合成される。ISI はカリフォルニア大学バークレー校の一部門によって運用されている。基線を最大 (70m) に伸ばした場合、分解能は波長11µmにおいて0.003秒角に達する。2003年7月9日には ISI が中間赤外域で初めて、closure phase の開口合成観測に成功した。
CHARA (Center for High Angular Resolution Astronomy) アレイは6基の1m（40インチ）望遠鏡を3本の軸上に配置した干渉計で、最大基線長は330mである。この装置では光線は真空管を通って光学的に合成される。このため、地球の自転による光の位相変化を打ち消すため、可動式の鏡を動かすための全長100mの建物が付属している。CHARA はジョージア州立大学によって運用されており、2002年に学術使用を開始し、2004年には常時運用が始まった。合成された画像は赤外域で0.0005秒角を分解可能である。2005年現在、6基の望遠鏡のうち4基が干渉観測に用いられている。

## 現況
天文台までは道路も整備され、夜景の絶景ポイントとしても訪れる人も少なくなかったが、21世紀になって数度の山火事の影響で一時避難や国有林内にあるため立ち入り禁止になったこともあるが、そのつど回復し研究業務は続いている。